# Cerapachys augustae
Cerapachys augustae é uma espécie de formiga do gênero Cerapachys.